# Wasp Star (Apple Venus Volume 2)
Wasp Star (Apple Venus Volume 2) — четырнадцатый студийный альбом британской рок-группы XTC. Альбом был выпущен 23 мая 2000 года. Он стал вторым на собственном лейбле группы Idea Records, распространявшемся через Cooking Vinyl в Великобритании. Участник группы Энди Партридж назвал его «эклектичным» аналогом Apple Venus Volume 1 (1999). Альбом состоит из рок-музыки, написанной преимущественно в период с 1994 по 1996 год.[9] Wasp Star достиг 40-го места в британском чарте альбомов UK Albums Chart. В 2002 году группа выпустила инструментальную версию альбома под названием Waspstrumental. XTC распались в 2006 году, оставив Wasp Star своим последним студийным альбомом на сегодняшний день.

## Отзывы
| Совокупная оценка | Совокупная оценка |
| Источник          | Оценка            |
| ----------------- | ----------------- |
| Metacritic        | 75/100            |
| Оценки критиков   |                   |
| Источник          | Оценка            |
| AllMusic          | [ 2 ]             |
| NME               | 7/10              |
| Pitchfork         | 8.0/10            |
| PopMatters        | 9/10              |
| Q                 | [ 6 ]             |
| Robert Christgau  | [ 7 ]             |
| Rolling Stone     | [ 8 ]             |

Альбом получил положительные отзывы музыкальной критики и интернет-изданий.
Стивен Томас Эрлевайн изAllMusic отметил, что «Любой, кто ожидал, что Wasp Star: Apple Venus, Vol. 2 продолжит величественные акустически-оркестровые сочетания Apple Venus, будет разочарован, потому что это прямолинейный сборник острых, остроумных, хорошо выстроенных поп-песен. Прямолинейность, пожалуй, самая странная черта Wasp Star: это непритязательный поп от группы, которая почти 20 лет играла в рамках одной концепции. Можно утверждать, что все песни, соответствующие мрачному, интроспективному настроению, попали на Apple Venus, первый альбом XTC после семи лет изгнания, в то время как Wasp Star стала своего рода координационным центром для всего остального. Если это правда, то это игнорирует простой факт: оставшиеся песни XTC лучше, чем те, что хранятся у большинства групп. „Остатки“ — тоже не совсем точный термин. Эти песни — сироты, мелодии без конкретного проекта, что может означать, что Wasp Star — альбом мгновений, но здесь есть много того, что можно ценить. Колин Молдинг в отличной форме, с его лаконичной „Boarded Up“ и остроумной „Standing in for Joe“. У Энди Партриджа есть несколько козырей в рукаве: его композиции насыщены электрогитарами, „Wounded Horse“ построена на блюзовом риффе, а „You and the Clouds Will Still Be Beautiful“ — едва ли не самая лёгкая из всех его песен, — но по большей части он действует как мастер поп-музыки, создавая искусные, многослойные композиции, которые, возможно, не раскрывают его талант, но определённо раскрывают его возможности на полную. В конце концов, большинство поп-групп отдали бы всё, чтобы их песни были такими же умными, мелодичными и запоминающимися, как „Playground“, „Stupidly Happy“, „My Brown Guitar“ и „I’m the Man Who Murdered Love“, — и если они составляют среднестатистический альбом XTC, это свидетельствует о том, насколько они потрясающие».

## Список композиций
Слова и музыка всех песен — Andy Partridge, кроме указанных.
| №                   | Название                                     | Автор(ы)            | Длительность |
| ------------------- | -------------------------------------------- | ------------------- | ------------ |
| 1.                  | «Playground»                                 |                     | 4:17         |
| 2.                  | «Stupidly Happy»                             |                     | 4:13         |
| 3.                  | «In Another Life»                            | Colin Moulding      | 3:35         |
| 4.                  | «My Brown Guitar»                            |                     | 3:51         |
| 5.                  | «Boarded Up»                                 | Moulding            | 3:23         |
| 6.                  | «I'm the Man Who Murdered Love»              |                     | 3:44         |
| 7.                  | «We're All Light»                            |                     | 4:39         |
| 8.                  | «Standing in for Joe»                        | Moulding            | 3:42         |
| 9.                  | «Wounded Horse»                              |                     | 4:11         |
| 10.                 | «You and the Clouds Will Still be Beautiful» |                     | 4:18         |
| 11.                 | «Church of Women»                            |                     | 5:06         |
| 12.                 | «The Wheel and the Maypole»                  |                     | 5:55         |
| Общая длительность: | Общая длительность:                          | Общая длительность: | 50:54        |

## Чарты
| Чарт (2000)                    | Высшая позиция |
| ------------------------------ | -------------- |
| Великобритания UK Albums Chart | 40             |
| США Billboard 200              | 108            |